# Чаабалырхуа
Чааба́лырхуа (Чаабалурхва, Чаабал, абх. Чаабалырхәа) — абхазский княжеский род.

## Этимология фамилии
Фамильное имя переводится с абхазского языка как «Холм рода Ачба» (А-Чааба-л-ырхуа). В отличие от большинства родов абхазской аристократии Чаабалырхуа не имели грузинской и русской форм фамильного имени, так как не имели семейных и служебных связей вне Абхазии.

## История
Согласно семейным преданиям является ветвью княжеского рода Ачба. В свою очередь их ветвью считает себя абхазский княжеский род Шат-Ипа.

## Владения
Владели землями и, по преимуществу, проживают по сей день в Гудаутском районе Абхазии. Родовое поселение — Чаабалырхуа, находящееся в пределах села Мгудзырхуа, по обеим сторонам реки Мчишта.